# Йора чорнокрила
Йора чорнокрила (Aegithina tiphia) — вид горобцеподібних птахів родини йорових (Aegithinidae).

## Поширення
Вид поширений в Південній та Південно-Східній Азії від Гуджарата і Шрі-Ланки до Палавана та Південного Китаю.

## Опис

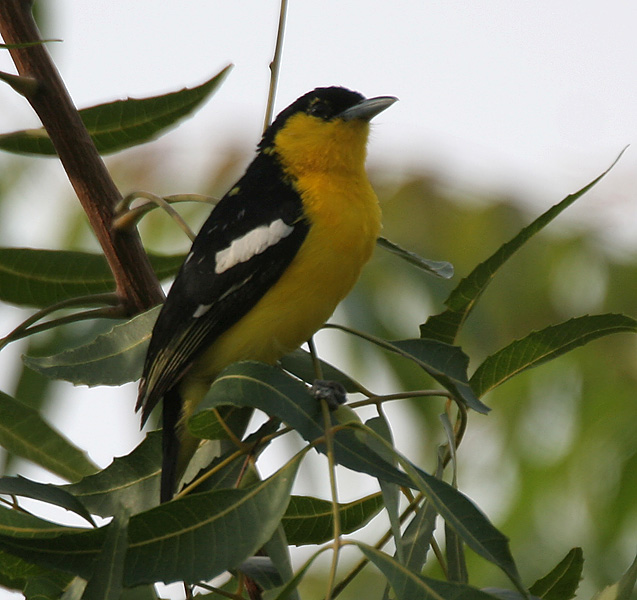
Самець у шлюбному оперенні

Птах 12,5-13,5 см завдовжки. Вага — 12-17 г. У шлюбний період наявний статевий диморфізм. У самиць голова, груди, черево жовті. Шия, спина, крила жовтувато-оливкового забарвлення. Махові пера чорні. На крилах також є два білих дзеркальця (особливо помітні в період спарювання). Хвіст чорний з тонкою білою смугою. Дзьоб темно-синій, нижня частина світліша. Ноги також темно-сині.
У самців у шлюбний період голова, спина, крила та хвіст чорні. Ділянки, які вкриті чорним кольором, відрізняються залежно від підвиду. У позашлюбний період відрізняються від самиць лише чорними крилами. Ділянки оперення білого забарвлення такі ж як у самиць.

## Спосіб життя
Мешкає у субтропічних та тропічних дощових лісах з густим підліском. Трапляється невеликими зграйками. Самці цих птахів є чудовими співаками і володіють великим репертуаром. Поживу шукає серед листя та гілок дерев і чагарників. Живиться комахами та дрібними безхребетними, зрідка ягодами.

## Розмноження
Сезон розмноження прив'язаний до завершення мусонів. Моногамний вид. Гніздо будує самиця з трави і павутиння серед гілок дерев та чагарників. У гнізді 2-4 яйця. Яйця зеленкуватого забарвлення з рожевими крапками. Насиджують обидва партнери. Інкубація триває два тижні. Ще через три тижні пташенята вже пробують літати, але самостійними стають лише через півтора місяця.

## Підвиди
- Aegithina tiphia tiphia (Linnaeus, 1758) — номінальний підвид, широко поширений у передгір'ях Гімалаїв, від східного Пенджабу до північного Бангладеш;
- Aegithina tiphia multicolor (Gmelin, 1789) — поширений в центральній і південній частині Індії і на Шрі-Ланці;
- Aegithina tiphia deignani Hall, 1957 — ендемік Східної Бірми;
- Aegithina tiphia humei Baker, 1922 — поширений в центральній Індії на схід від Раджастана;
- Aegithina tiphia septentrionalis Koelz, 1939 — поширений в Пенджабі і в Гімачал-Прадеші;
- Aegithina tiphia philipi Oustalet, 1886 — поширений в Юньнані, Східній Бірмі, центральному і північному Таїланді, Лаосі і на півночі В'єтнаму;
- Aegithina tiphia cambodiana Hall, 1957 — поширений на півдні Таїланду та Індокитаю;
- Aegithina tiphia horizoptera Oberholser, 1912 — пошириний від Тенассеріму до Суматри;
- Aegithina tiphia scapularis (Horsfield, 1821) — поширений на Яві та Балі;
- Aegithina tiphia viridis (Bonaparte, 1850) — ендемік центрального і південного Борнео;
- Aegithina tiphia aequanimis Bangs, 1922 — Палаван, Сабах.